# Seminário Teológico Gordon-Conwell
Seminário Teológico Gordon-Conwell (em inglês: Gordon–Conwell Theological Seminary) (GCTS) é um seminário evangélico com seu campus principal em Hamilton, e três outros campi em Boston, Massachusetts; Charlotte, Carolina do Norte; e Jacksonville, Flórida. De acordo com a Association of Theological Schools, o Gordon-Conwell está entre os maiores seminários evangélicos da América do Norte em termos de número total de estudantes em tempo integral matriculados.

## História

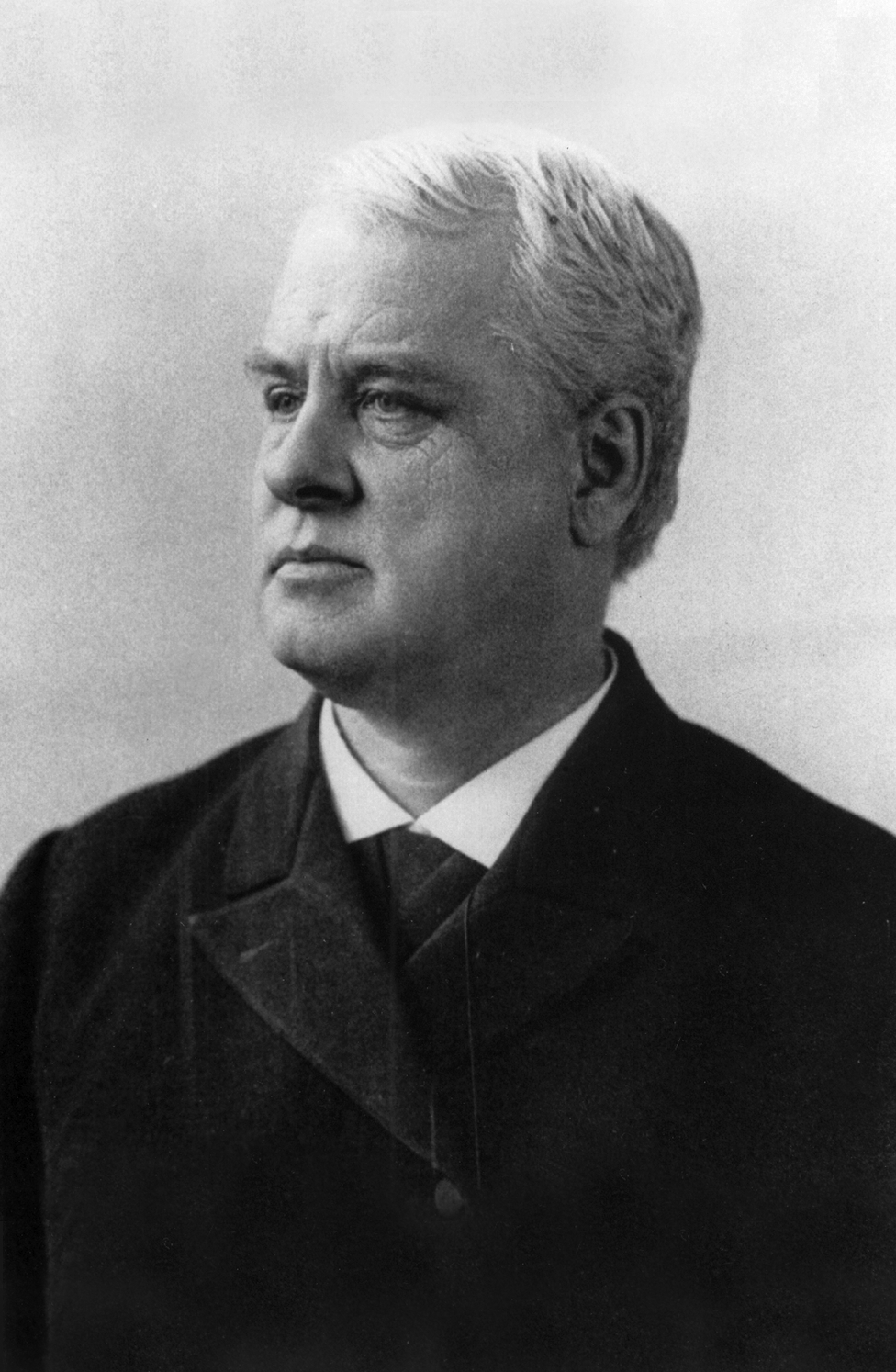
A.J. Gordon

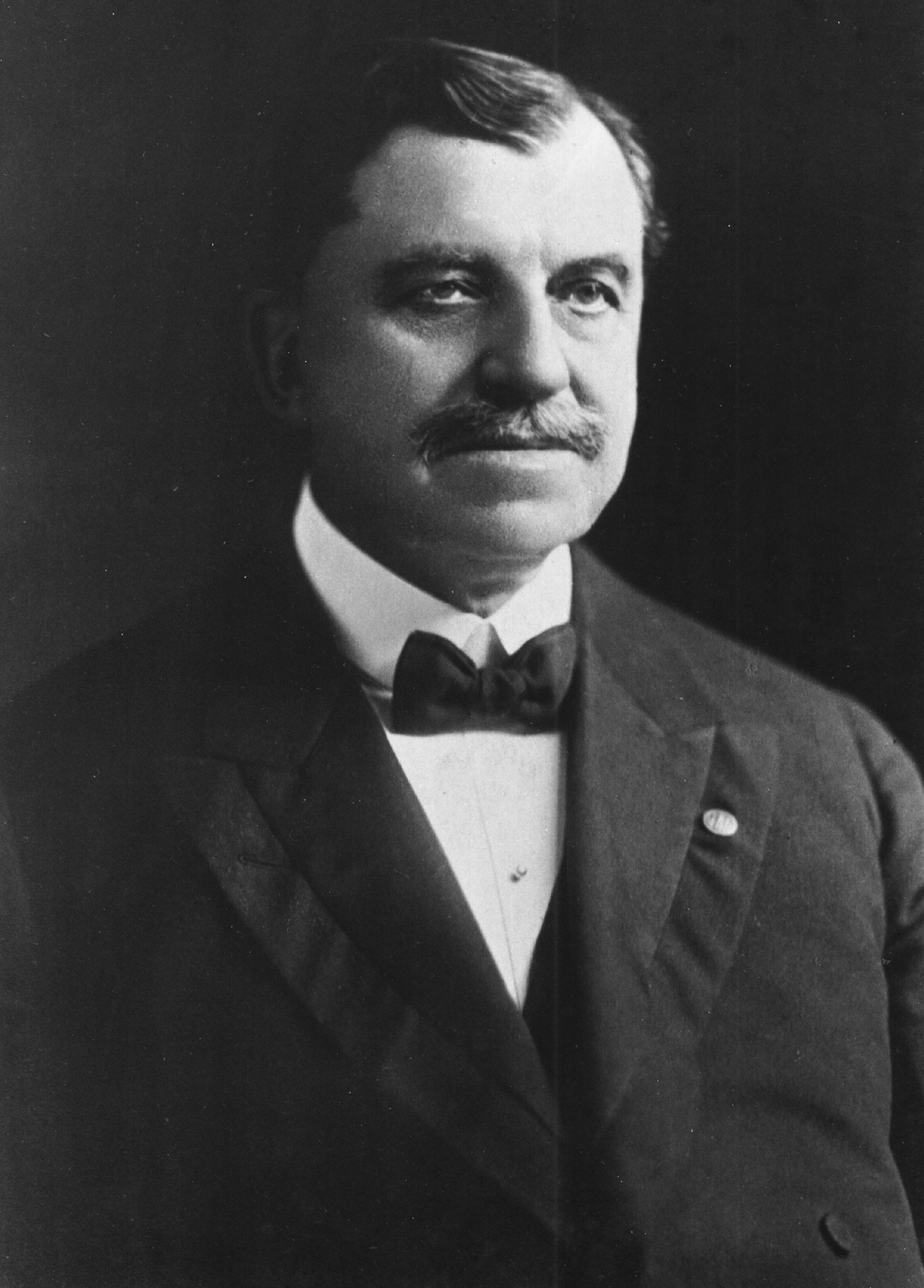
Russell Conwell

O Gordon-Conwell surgiu principalmente da fusão e refundação de duas escolas distintas: a Gordon Divinity School, anteriormente parte do Gordon College (1889) em Wenham, e a Conwell School of Theology (1888), anteriormente parte da Temple University na Filadélfia, Pensilvânia. Ambas as escolas foram fundadas dentro da tradição teológica batista. Tanto Adoniram Judson Gordon quanto Russell Conwell, os homônimos do Gordon-Conwell, eram ministros batistas; a escola de teologia de Gordon foi inicialmente estabelecida como Gordon Bible Institute em 1889, enquanto a escola teológica de Conwell foi originalmente registrada como Temple College em 1888. Além disso, o Boston Evangelical Institute, fundado como Revere Lay College, também se fundiu com o Gordon-Conwell.
A partir da década de 1960, tanto a Gordon Divinity School quanto a Conwell School of Theology enfrentaram novos desafios. Em 1961, a Temple University tornou-se uma universidade pública e foi obrigada a desmembrar sua escola de teologia, restabelecendo-a como um departamento de estudos religiosos. Enquanto a Temple University esperava que o legado de Russell Conwell continuasse através de seu novo departamento de estudos religiosos, J. Howard Pew e Daniel Poling, ministro batista e membro do conselho da Temple, acreditavam que a visão de Conwell para a formação de ministros batistas seria negligenciada. Poling contatou o evangelista Billy Graham, que concordou em ajudar se pudesse nomear um conselho de curadores de sua escolha e selecionar membros do corpo docente em quem confiasse. Graham, por sua vez, entrou em contato com seu amigo próximo Harold Ockenga, que estava prestes a assumir a presidência do Gordon College e supervisionar a escola de teologia, que enfrentava dificuldades financeiras. Em vez de permitir que duas escolas evangélicas competissem, Graham propôs a fusão das duas instituições para formar um seminário evangélico na Costa Leste, semelhante ao papel do Fuller Theological Seminary na Costa Oeste. J. Howard Pew concordou em financiar a fusão, desde que o seminário fosse separado de qualquer instituição de ensino superior.
Sob a liderança do evangelista Billy Graham e do pastor de Boston Harold Ockenga, juntamente com o apoio financeiro de J. Howard Pew, o Gordon-Conwell começou a oferecer aulas em 1969. Pew forneceu "$2 milhões para a compra do terreno, [o Carmelite Junior Seminary em Hamilton], e vários milhões a mais para reformar as instalações existentes e construir e abastecer uma biblioteca". Harold Ockenga foi escolhido como seu primeiro presidente. Stuart Babbage foi o primeiro vice-presidente e também atuou no corpo docente ao lado de Philip Edgcumbe Hughes, R.C. Sproul, Walter Mueller e Richard Lovelace, entre outros.
O Gordon-Conwell inicialmente recebeu protestos e críticas por mover sua escola teológica para fora do centro urbano. Em resposta, Stephen Mott, Michael E. Haynes, pastor da Twelfth Baptist Church em Roxbury e representante estadual, e membros do conselho do Gordon-Conwell identificaram Roxbury como um local estratégico para a educação ministerial urbana. Em 1976, o campus de Boston, Campus for Urban Ministerial Education (CUME), foi fundado. As aulas foram inicialmente realizadas na Twelfth Baptist Church de Haynes. Eldin Villafañe, Dean Borgman e Stephen Mott estavam entre os primeiros professores a lecionar no CUME.
Outros ex-presidentes incluem Robert E. Cooley (1981–1997), que fundou o campus de Charlotte, e Walter Kaiser, Jr. (1997–2006). O breve mandato de James Emery White (2006–07) terminou com sua renúncia em menos de um ano, levando à gestão interina de Haddon Robinson (2007–08). O presidente nomeado após Robinson foi Dennis Hollinger (2009–2019).
Em 12 de outubro de 2017, Dennis Hollinger anunciou sua intenção de se aposentar em 30 de junho de 2019. Scott Sunquist, ex-aluno do Gordon-Conwell e ex-reitor da School of Intercultural Studies e professor de Cristianismo Mundial no Fuller Theological Seminary, assumiu a presidência em julho de 2019.

## Campi e locais

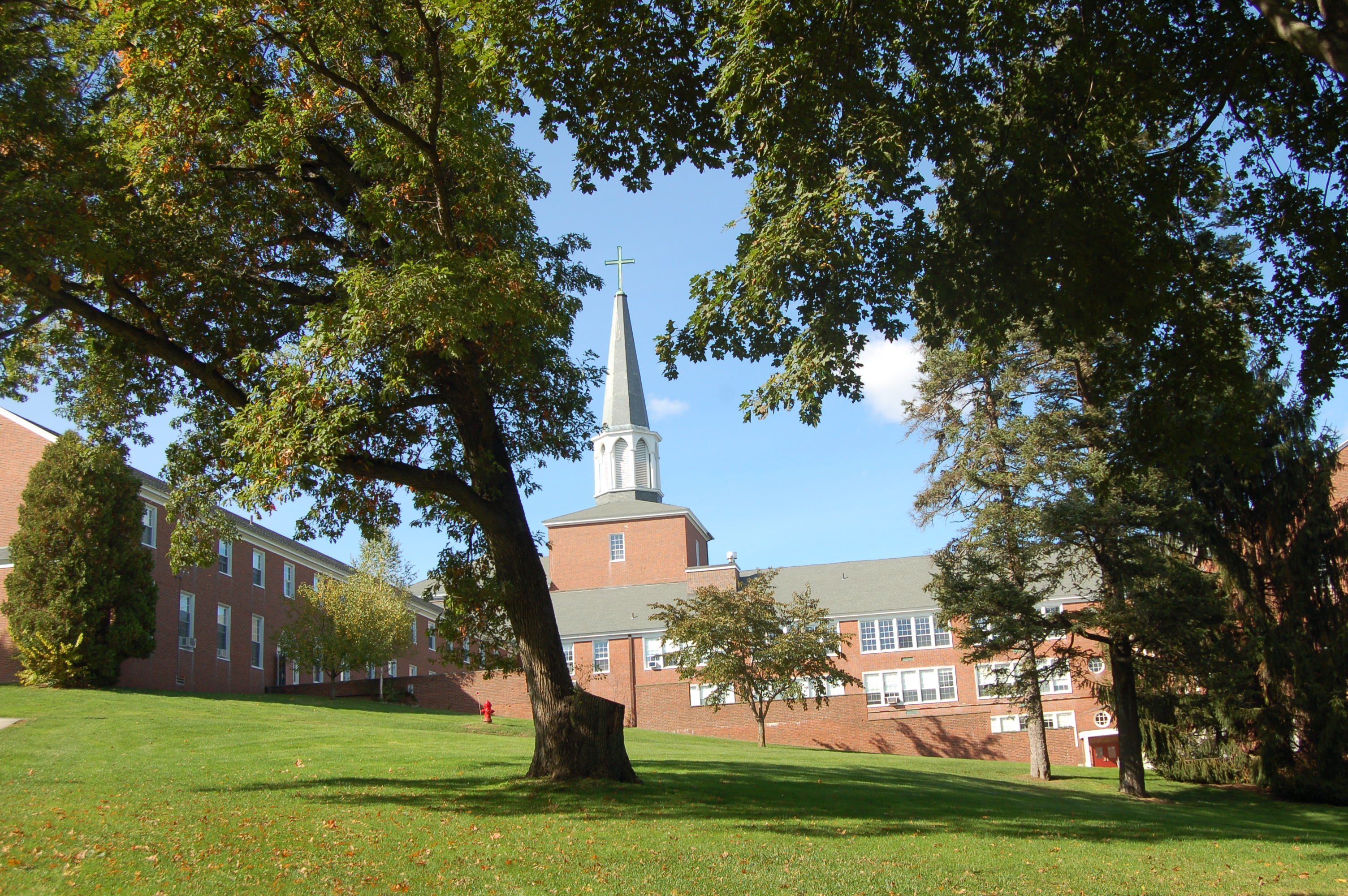
O prédio Kerr no campus de Hamilton do Gordon-Conwell

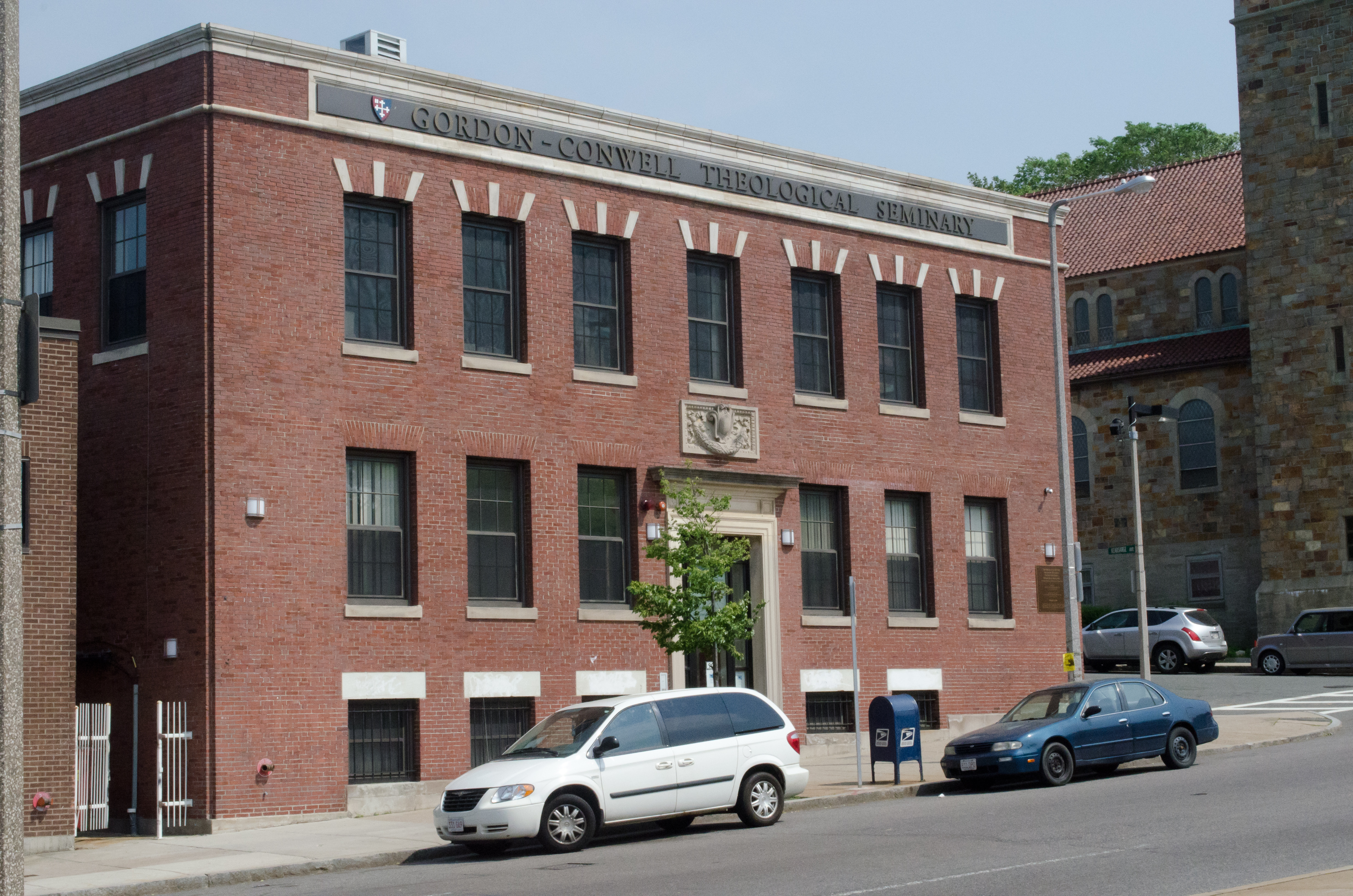
O Centro para Educação Ministerial Urbana em Roxbury, Boston

O principal campus residencial de 118
-acre(s) (0,48 km2) está localizado em South Hamilton, Massachusetts. Existem campi adicionais em Boston, Massachusetts e Charlotte, Carolina do Norte, além de uma unidade em Jacksonville, Flórida. O campus de Boston é conhecido como o Centro para Educação Ministerial Urbana (CUME), um programa oferecido exclusivamente por meio de aulas noturnas e de fim de semana em regime parcial. O campus CUME também se concentra principalmente no ministério urbano e intercultural em um ambiente urbano.
O programa de Charlotte foi fundado em 1992 e oferece cursos nos fins de semana, à noite e em intensivos de uma semana, atraindo geralmente um corpo discente mais velho. A unidade de Jacksonville foi inaugurada em fevereiro de 2006 como uma extensão do campus de Charlotte e, atualmente, opera como parte do programa de Educação em Rede do seminário. O campus de Jacksonville está localizado no centro da cidade de Jacksonville, Flórida.
Em 2 de fevereiro de 2012, a escola iniciou reformas em duas grandes salas no prédio administrativo e residencial principal do campus de South Hamilton. O 'Antigo Centro do Livro' foi transformado no 'Alumni Hall', um espaço para eventos e conferências dedicado aos ex-alunos do Gordon-Conwell. Em agosto de 2013, um doador presenteou o seminário com várias mesas, cadeiras, sofás e obras de arte entalhadas à mão para o Grande Salão. Em homenagem a esse doador, o espaço foi renomeado como Pierce Great Hall.
Em 16 de maio de 2022, o Gordon-Conwell anunciou planos para vender parte ou todo o campus de South Hamilton devido a questões financeiras de longo prazo, custos de manutenção das instalações e o impacto do ensino remoto. No ano seguinte, o seminário anunciou que permaneceria no campus de Hamilton, vendendo seus apartamentos subutilizados, mas continuando a fornecer moradia para estudantes.

## Organização
A Gordon Divinity School e o Conwell Theological Seminary eram ambos de origem Batista. No entanto, quando o Gordon-Conwell foi refundado em 1969, o seminário foi intencionalmente estabelecido sem afiliação específica a uma denominação cristã. Atualmente, o Gordon-Conwell possui estudantes de mais de 90 denominações diferentes, além de alunos de mais de 40 países ao redor do mundo. Teologicamente, a Declaração de Fé e a Missão e Propósito do seminário são baseados em doutrinas protestantes e evangélicas, como a inerrância bíblica.
O Gordon-Conwell faz parte do Boston Theological Institute (BTI), um consórcio de nove escolas teológicas na região da Grande Boston, e do Carolina Theological Consortium, um consórcio de quatro escolas teológicas na Carolina do Norte e do Sul.
O seminário é supervisionado pela administração principal no campus de Hamilton. Cada um dos outros três campi é gerenciado por um reitor, que se reporta diretamente ao Vice-Presidente de Assuntos Acadêmicos e à administração do campus principal.

## Acadêmico
No outono de 2022, o Gordon-Conwell tinha 1.330 alunos matriculados. O seminário já ofereceu mais de 20 cursos de graduação, mas recentemente reestruturou seus programas, oferecendo apenas o Mestre em Divindade (M.Div.), Mestre em Teologia (Th.M.), Doutor em Ministério (D.Min.) e cinco graus de mestrado especializados.
O Gordon-Conwell é acreditado pela Association of Theological Schools in the United States and Canada desde 1964 e pela New England Commission of Higher Education ou sua predecessora desde 1985. O seminário também é certificado pelo governo dos Estados Unidos para o treinamento de veteranos e para a formação de capelães militares.

## Professores notáveis

### Professores atuais
- John Jefferson Davis, Professor de Teologia Sistemática e Ética Cristã
- Donald Fairbairn, Professor Robert E. Cooley de Cristianismo Primitivo
- Dennis Hollinger, Presidente Emérito; Professor Distinto Colman M. Mockler de Ética Cristã
- Gordon Hugenberger, Professor Adjunto de Antigo Testamento
- Walter Kaiser, Jr., Presidente Emérito; Professor Emérito Colman M. Mockler de Antigo Testamento e Ética do Antigo Testamento
- Richard Lints, Vice-Presidente de Assuntos Acadêmicos; Reitor do Campus de Hamilton; Professor Distinto Andrew Mutch de Teologia[31][32][33][34]
- Gary D. Pratico, Professor Sênior de Antigo Testamento e Língua Hebraica[35][36][37]
- Douglas Stuart, Professor de Antigo Testamento
- David Wells, Professor Distinto Sênior de Pesquisa
- James Emery White, Professor Adjunto de Teologia e Cultura

### Professores anteriores
- Haddon Robinson, ex-Professor Distinto Harold John Ockenga de Pregação e Diretor Sênior do Programa de Doutorado em Ministério
- Barry Corey, ex-Vice-Presidente/Diretor Acadêmico e Reitor Acadêmico
- Gregory Beale, ex-Professor de Novo Testamento, atualmente professor no Reformed Theological Seminary Dallas
- Walter Kaiser, Jr., Professor Emérito Colman M. Mockler de Antigo Testamento e ex-Presidente
- Meredith G. Kline, ex-Professor de Antigo Testamento
- Elisabeth Elliot, Palestrante e Professora Adjunta de Expressão Cristã
- Richard Lovelace, ex-Professor de História da Igreja
- J. Ramsey Michaels, ex-Professor de Novo Testamento
- Stephen Charles Mott, ex-Professor de Ética Social Cristã
- William D. Mounce, ex-Professor de Novo Testamento
- Roger R. Nicole, ex-Professor de Teologia[38]
- Harold Ockenga, ex-Presidente do Gordon–Conwell Theological Seminary
- Timothy Tennent, ex-Professor de Missões Mundiais e Estudos Indianos
- Gordon Fee, ex-Professor de Novo Testamento[39]
- Scott M. Gibson, ex-Professor Haddon W. Robinson de Pregação[40]
- Catherine Clark Kroeger, ex-Professora Adjunta de Estudos Clássicos e Ministeriais, fundadora da organização mundial Christians for Biblical Equality (CBE)

### Alumni notáveis
- Edwin David Aponte – Diretor executivo do Louisville Institute
- Diana Butler Bass – Autora renomada, blogueira e historiadora da igreja
- Benjamin L. Corey – Autor e blogueiro no Patheos
- Mark Dever – Pastor da Capitol Hill Baptist Church em Washington, D.C.
- Kevin DeYoung – Autor, pastor e Professor Assistente de Teologia Sistemática no Reformed Theological Seminary, Charlotte
- Gil Dodds – Corredor de longa distância e atleta
- Michael Gerald Ford – Ministro batista e filho mais velho de Gerald R. Ford e Betty Ford
- Robert Godfrey – Ex-presidente do Westminster Seminary California[41]
- Kimberly Hahn – Apologista católica e autora
- Scott Hahn – Apologista católico e teólogo, Cátedra de Teologia Bíblica e Nova Evangelização na Franciscan University of Steubenville
- Stephen A. Hayner – Ex-presidente do Columbia Theological Seminary, pastor, professor e ex-presidente da InterVarsity Christian Fellowship
- Donald J. Harlin – Chefe de Capelães da U.S. Air Force
- Kathy Keller – Escritora cristã, esposa de Tim Keller
- Timothy Keller – Pastor da Redeemer Presbyterian Church
- Gary N. Knoppers – Professor John A. O'Brien de Teologia na University of Notre Dame
- Brock Kreitzburg – Atleta olímpico de bobsled
- Woodrow Kroll – Presidente e professor bíblico do ministério de rádio e TV Back to the Bible
- William L. Lane – Teólogo do Novo Testamento e professor de estudos bíblicos
- Quigg Lawrence – Bispo anglicano
- Neil Lebhar – Bispo anglicano
- Esau McCaulley – Autor e Professor Assistente de Novo Testamento no Wheaton College, Illinois
- Bill Murdoch – Bispo anglicano
- Wendy Murray – Jornalista
- Roger Nicole – Teólogo reformado suíço
- Felix Orji – Bispo da Anglican Diocese of All Nations
- Robert M. Price – Teólogo e escritor, conhecido pela Teoria do Mito de Cristo
- Phillip Sandifer – Escritor, artista musical
- Talbert W. Swan II – Bispo da Church Of God In Christ, autor e ativista
- Timothy Tennent – Presidente do Asbury Theological Seminary
- Tish Harrison Warren – Autora de *Liturgy of the Ordinary* e sacerdotisa anglicana
- Ben Witherington III – Acadêmico bíblico e professor de estudos do Novo Testamento no Asbury Theological Seminary
- Xiong Yan – Dissidente chinês e capelão do Exército dos Estados Unidos no Warrant Officer Career College